# Saint-André-de-Rosans
Saint-André-de-Rosans är en kommun i departementet Hautes-Alpes i regionen Provence-Alpes-Côte d'Azur i sydöstra Frankrike. Kommunen ligger  i kantonen Rosans som ligger i arrondissementet Gap. År 2022 hade Saint-André-de-Rosans 158 invånare.

## Befolkningsutveckling
Antalet invånare i kommunen Saint-André-de-Rosans
Referens:INSEE